# Středisková rada Junáka

Schéma členů střediskové rady a podřízených orgánů

Středisková rada (SRJ) je nejvyšším řídícím orgánem střediska Junáka mezi sněmy.

## Struktura
Členy střediskové rady jsou:
- vedoucí střediska a jeho zástupce (zvoleni na sněmu střediska)
- další členové zvoleni do rady na sněmu střediska
- vedoucí oddílů střediska

V čele střediskové rady stojí vedoucí střediska, který je statutárním orgánem střediska. V případě jeho nepřítomnosti vykonává práva a povinnosti statutárního orgánu zástupce vedoucího střediska.
Střediska vodních skautů se nazývají přístavy a v čele jejich rady stojí kapitán přístavu. Na kapitána přístavu se vztahují stejná ustanovení jako na vedoucího střediska.

## Pravomoci
Do pravomocí střediskové rady spadá zejména:
- schvalovat rozpočet a plán činnosti střediska
- přijímat vnitřní předpisy závazné pro členy střediska
- rozhodovat o výši členských příspěvků ve středisku